# Nilus rubromaculatus
Espèce
Synonymes
- Thalassius rubromaculatus Thorell, 1899
- Thalassius formosus Pocock, 1900
- Thalassius guineensis annulatus Lessert, 1928

Nilus rubromaculatus est une espèce d'araignées aranéomorphes de la famille des Pisauridae.

## Distribution
Cette espèce se rencontre en Afrique centrale et en Afrique de l'Ouest.

## Description
La femelle holotype mesure 27,5 mm.
Les mâles mesurent de 19 à 23 mm et les femelles de 20,5 à 30 mm.

## Publication originale
- Thorell, 1899 : Araneae Camerunenses (Africae occidentalis) quas anno 1891 collegerunt Cel. Dr Y. Sjöstedt aliique. Bihang till Kongliga Svenska vetenskaps-akademiens handlingar, vol. 25, no 1, p. 1-105 (texte intégral).